# Sialon

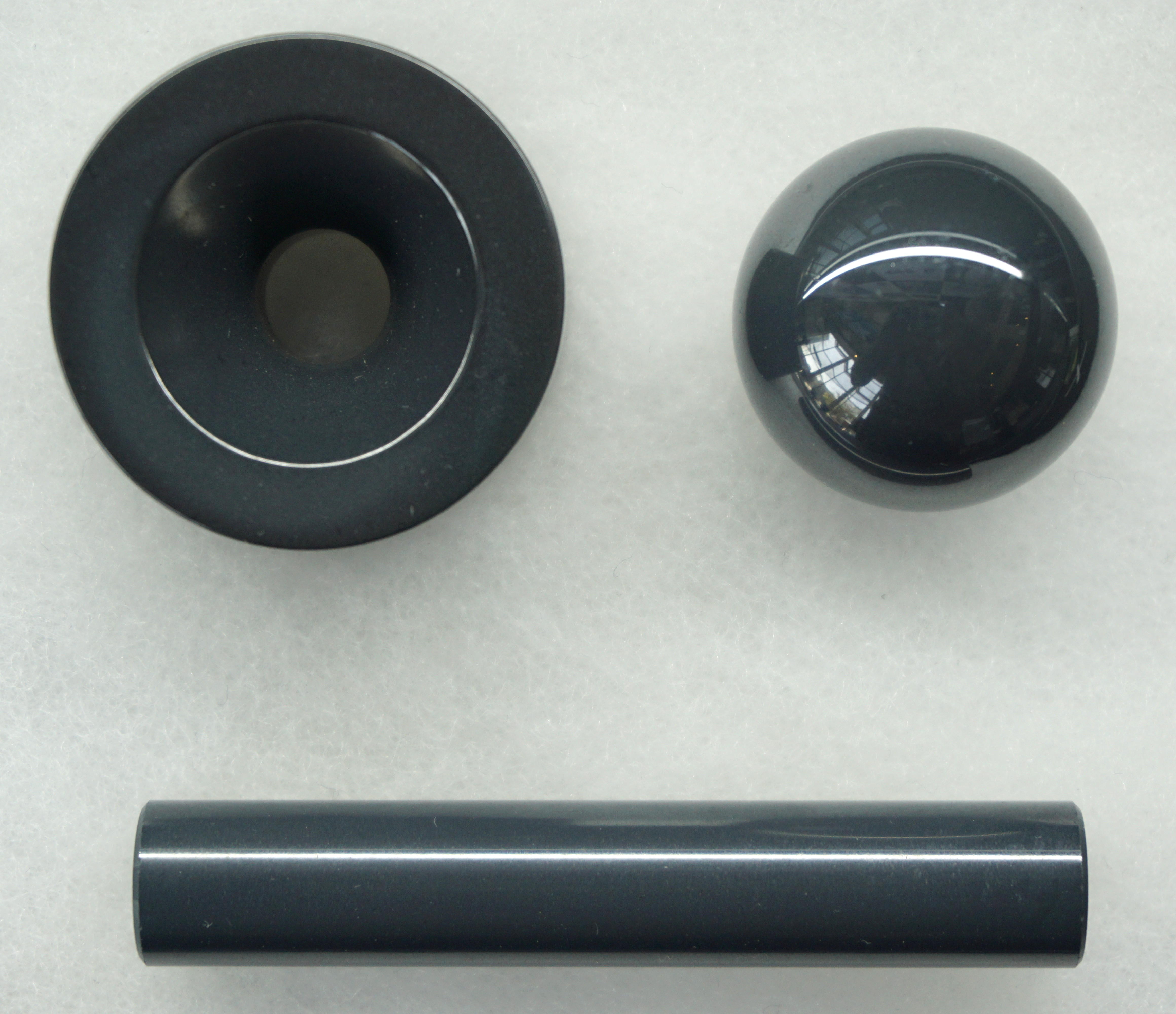
α-SiAlON Partes

Las cerámicas SiAlON son una clase especializada de materiales refractarios de alta temperatura, con alta resistencia en rango amplio de altas temperaturas, buena resistencia térmica de choque y una excepcional resistencia a la humectación o la corrosión por fundición de metales no ferrosos, en comparación con otros materiales refractarios, tales como, por ejemplo, la alúmina. Un uso típico es con el manejo de fundición de aluminio. Ellos también son excepcionalmente resistentes a la corrosión y, por tanto, también son utilizados en la industria química. SiAlONs también tienen alta resistencia al desgaste, baja expansión térmica y buena resistencia a la oxidación hasta por encima de ~1000 °C. Estas fueron reportadas por primera vez alrededor de 1971.

## Formas
| Forma | Fórmula              | n        | Simetría     | Grupo espacial | Núm  | Pearson símbolo | Z |
| ----- | -------------------- | -------- | ------------ | -------------- | ---- | --------------- | - |
| α     | Si12–m–nAlm+nOnN16–n | Trigonal | P31c         | 159            | hP28 | 4               |   |
| β     | Si6–nAlnOnN8–n       | 0–4.2    | Hexagonal    | P63            | 173  | hP14            | 2 |
| O'    | Si2–nAlnO1+nN2–n     | 0–0.2    | orthorhombic | Cmc21          | 36   | oS20            | 4 |

- "m" y "n" son los números de Al–N y Al–O los vínculos que sustituyen para los vínculos de Si–N

SiAlONs son cerámicas basadas en los elementos silicio (Si), aluminio (Al), oxígeno (O) y nitrógeno (N). Estas son soluciones sólidas  de nitruro de silicio (Si3N4), donde los vínculos Si–N son en parte reemplazados con los vínculos Al–N y Al–O. Los grados de sustitución pueden ser estimados de los parámetros de enrejado. La discrepancia de cargo causada por la sustitución puede ser compensada por añadir cationes de metal como Li+, Mg2+, Ca2+, Y3+ y Ln3+, donde Ln significa lantánido. SiAlONs existe en tres formas básicas, las cuales son iso-estructurales con una de las dos formas comunes de nitruro de silicio, alfa y beta, y con orthorhombic silicio oxynitride; son de ahí nombrados tan α, β y O'-SiAlONs.

## Producción
SiAlONs Está producido por el primer combinando de una mezcla de los materiales crudos que incluyen nitruro de silicio, alúmina, nitruro de aluminio, sílice y el óxido de un elemento de tierra rara como itrio. La mezcla de polvo es fabricada dentro un "verde" compacto por isostatic polvo compaction o slipcasting, por ejemplo. Entonces el la forma conformada es densificada, típicamente por sinterización  o prensado isostático en caliente. La parte sinterizada entonces puede necesitar ser mecanizado por el diamante que muele (abrasivo tajante).

## Aplicaciones

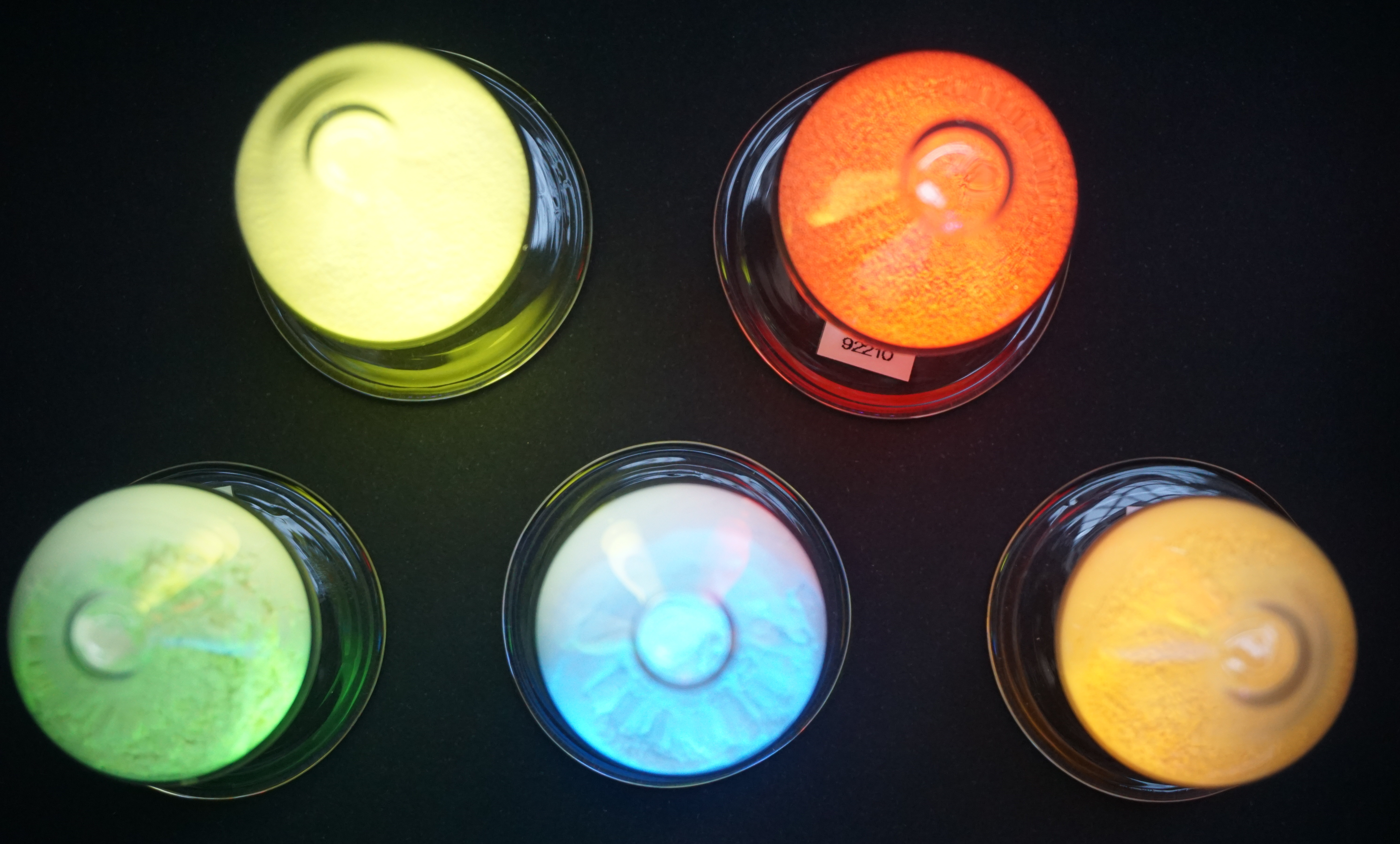
Una variedad de polvos SiAlON phosphor bajo luz UV

En las cerámicas SiAlON se han encontrado usos extensos en el metal fundido que maneja no-ferrosos, particularmente aluminio y sus aleaciones, incluyendo los tubos alimentados de metal para fundición de aluminio, quemador y calentador de tubos de inmersión, inyector y degasificador para metales no ferrosos, tubos de protección del termopar, crucibles y cucharones.
En conformación de metal, SiAlON es utilizado como herramienta tajante para mecanización de hierro de reparto del frío y tan brazing y soldadura fixtures y alfileres, particularmente para soldadura de resistencia.
Otras aplicaciones se incluyen en las industrias químicas y de proceso y en las industrias de aceite y gas, debido a la excelente estabilidad química y resistencia de corrosión y propiedades de resistencia del desgaste de la cerámica SiAlON .
Algunas SiALONs activadas con tierras raras son fotoluminiscentes y pueden servir como fósforos. Europio(II)-dopado β-SiAlON absorbe en espectro ultravioleta y espectro ligero visible y emite emisión visible de banda ancha intensa. Su luminancia y el color no cambia significativamente con la temperatura, debido a la temperatura-estructura de cristal estable. Tiene un potencial grande como verde bajo-conversión fósforo para blanco LEDs; una variante amarilla también existe. Para blanco LEDs, un azul DIRIGIDO está utilizado con un amarillo fósforo, o con un verde y amarillo SiAlON fósforo y un rojo CaAlSiN3-basado (CASN) phosphor.